# .dm
A .dm Dominikai Közösség internetes legfelső szintű tartomány kódja, melyet 1991-ben hoztak létre. Ha valaki második szintű címet regisztrál, megkapja ugyanazt a címet a .com.dm, a .net.dm és a .org.dm cím alatt is. Megkötés nélkül lehet regisztrálni, de nagyon csekély iránta az érdeklődés.